# Filipendula stepposa
Filipendula stepposa là loài thực vật có hoa trong họ Hoa hồng. Loài này được Juz. mô tả khoa học đầu tiên.